# 源相規
源 相規（みなもと の すけのり）は、平安時代中期の貴族・漢詩人。光孝源氏、参議・源清平の子。官位は従五位上・摂津守。

## 経歴
菅家の門人の私塾として左京大夫・菅原清公が設立した菅家廊下の出身。
村上朝の天暦-天徳（947年-961年）年間に民部大丞に任ぜられる。その後、従五位下に叙爵し、円融朝の天禄元年（970年）に摂津守を務めていた。位階は従五位上に至る。
漢詩人として活躍し、『本朝文粋』『和漢朗詠集』『類聚句題抄』などに作品が見える。

## 官歴
- 天暦から天徳（947年-961年）頃：民部大丞[2]
- 時期不詳：従五位下
- 天禄元年（970年） 日付不詳：見摂津守[3]
- 貞元2年（977年） 8月16日：見摂津前司[4]
- 時期不詳：従五位上[5]

## 系譜
『尊卑分脈』による。
- 父：源清平
- 母：不詳
- 妻：不詳
  - 男子：源文雅